# Aspidotis densa
Aspidotis densa là một loài thực vật có mạch trong họ Adiantaceae. Loài này được (Brack.) Lellinger miêu tả khoa học đầu tiên năm 1968.

## Hình ảnh

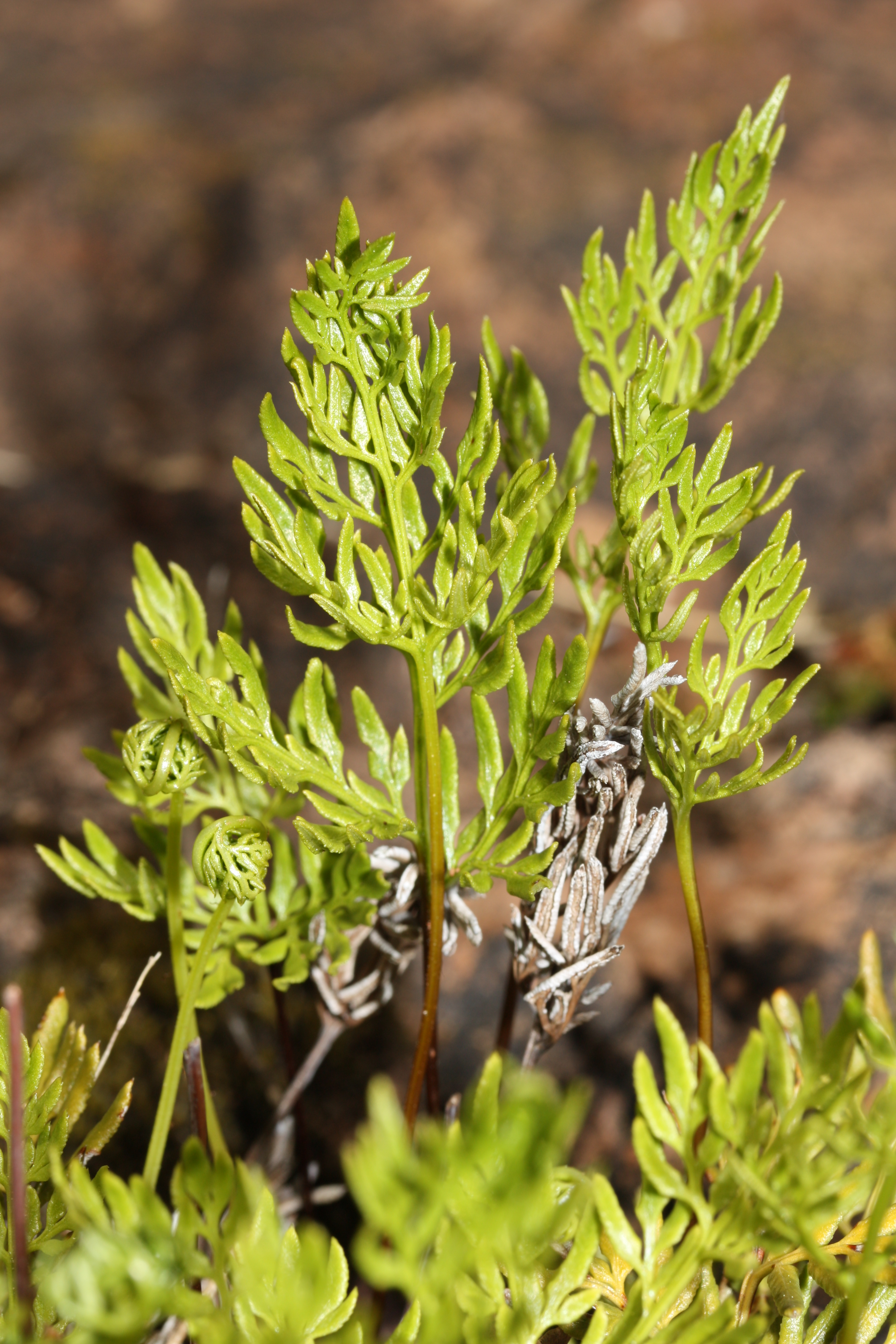
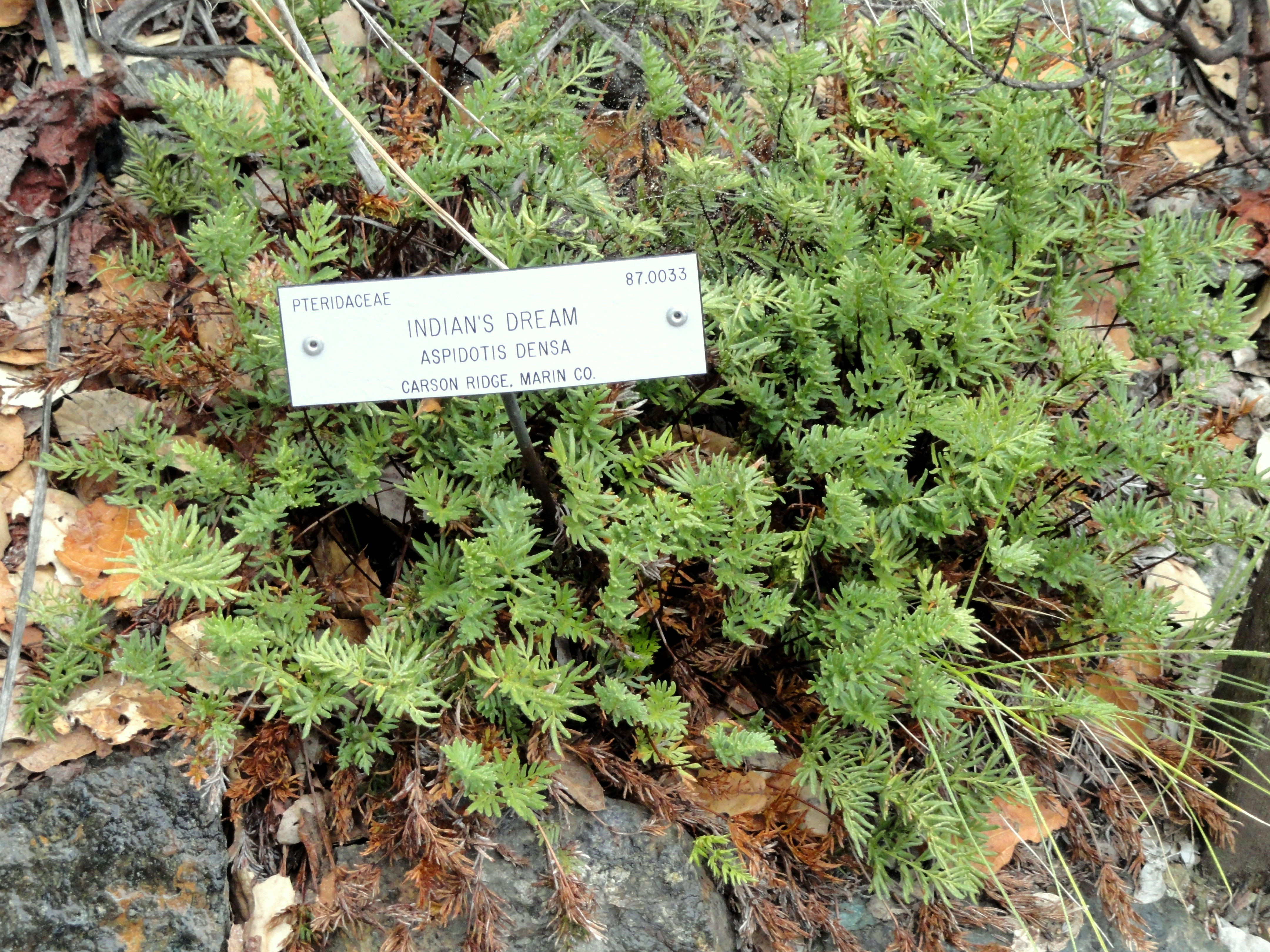
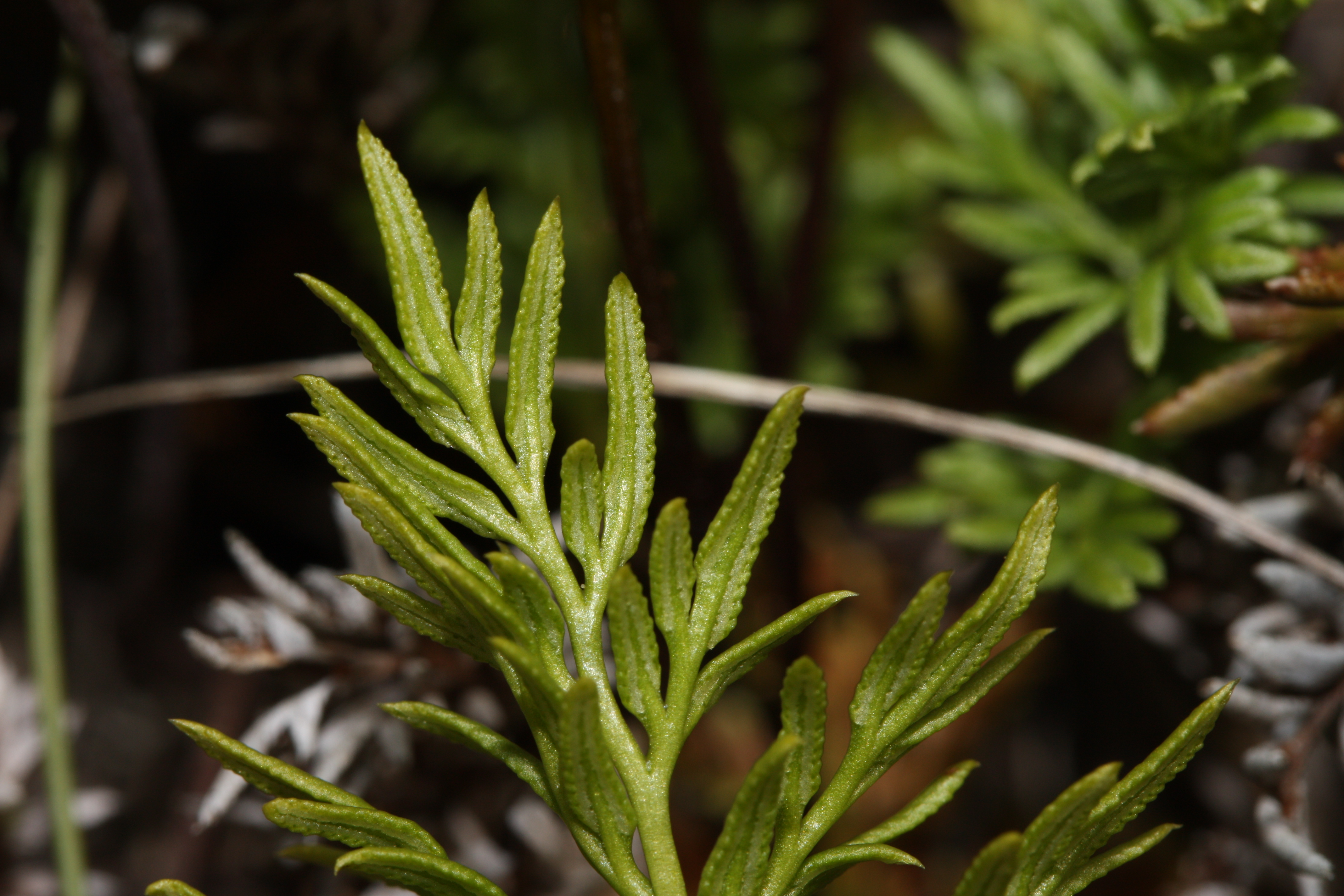
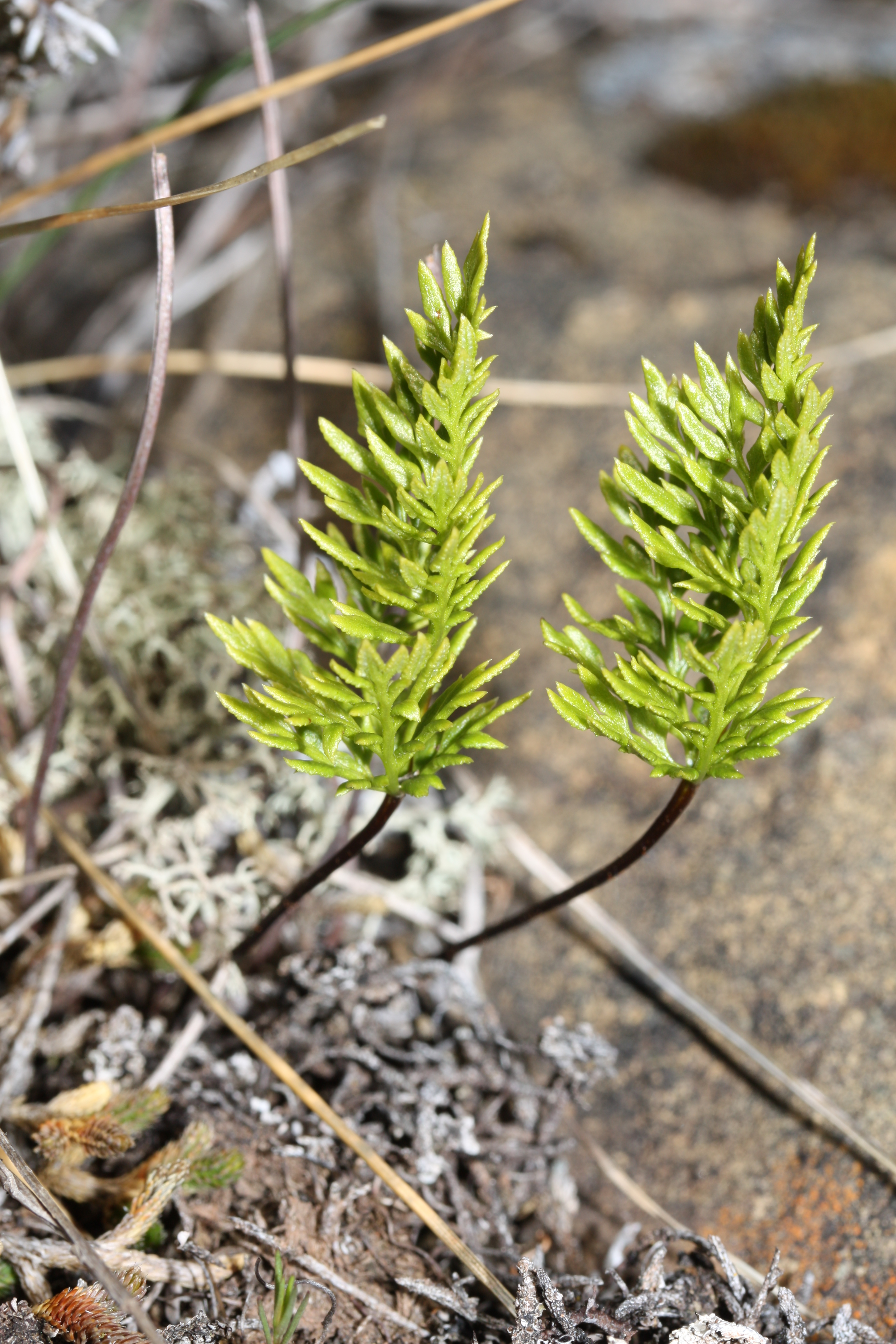